# Steve Alder
Stephen John „Steve“ Alder (* 1950 in Leyton, London, England; † März 1997) war ein britischer Schauspieler.

## Leben
Alder begann seine Karriere in den 1970er Jahren am Theater, wo er unter anderem 1972 am Londoner West End an der Seite von Richard O’Brien am Shaftesbury Theatre im Musical Hair, und als Jesus Christus in der Rockoper Jesus Christ Superstar am Palace Theatre auftrat. 1973 spielte er in einer Produktion von Grease am New London Theatre an der Seite von Richard Gere.
Er hatte sein Fernsehdebüt 1979 im BBC-Fernsehfilm Kiss the Girls and Make Them Cry. In den 1980er und frühen 1990er Jahren hatte er einige Gastauftritte in Fernsehserien wie Der Aufpasser und The Bill. Sein einziger Spielfilmauftritt war eine kleine Nebenrolle in Mai Zetterlings Filmdrama Black-Out im Höllen-Paradies 1982.
Eine gewisse Bekanntheit beim deutschsprachigen Fernsehpublikum errang er durch die Darstellung des CI5-Agenten Murphy in der Actionserie Die Profis, die er in den Staffeln 4 und 5 in sieben Folgen spielte. Eine weitere wiederkehrende Rolle hatte er in der Sitcom Die kleinen und die feinen Leute. 1983 war er in der Gerichtsserie Jury zu sehen, von der nur 13 Episoden entstanden.
Alder starb 1997 an den Folgen einer Gastrointestinalen Blutung.

## Filmografie (Auswahl)

### Film
- 1982: Black-Out im Höllen-Paradies (Scrubbers)

### Fernsehen
- 1980–1981: Die kleinen und die feinen Leute (The Other ’Arf)
- 1980–1983: Die Profis (The Professionals)
- 1982: Der Aufpasser (Minder)
- 1983: Jury
- 1983: Up the Elephant and Round the Castle
- 1986: Constant Hot Water
- 1990: The Bill
- 1991: Spender